# Eucynorta albimarginata
Eucynorta albimarginata is een hooiwagen uit de familie Cosmetidae.